# Hecatera agrapha
Hecatera agrapha là một loài bướm đêm trong họ Noctuidae.